# Nyctibora dichropoda
Nyctibora dichropoda es una especie de cucaracha del género Nyctibora, familia Ectobiidae. Fue descrita científicamente por Hebard en 1926.
Habita en Surinam y Guayana Francesa.